# Jesus, Walk with Me
Jesus, Walk with Me är en EP av Club 8, utgiven 2008 på svenska Labrador.

## Låtlista
1. "Jesus, Walk with Me" - 3:12
2. "What I'm Dreaming of Is Something I Could Have" - 2:40
3. "Take Me Home" - 2:58
4. "Jesus, Walk with Me (The Sound of Arrows Remix)" - 3:11
5. "Jesus, Walk with Me (Jimahl Remix)" - 7:59

## Listplaceringar
| Lista (2008) | Topplacering |
| ------------ | ------------ |
| Sverige      | 13           |

### Fotnoter
1. ↑  ”Jesus, Walk with Me”. Discogs.com. http://www.discogs.com/Club-8-Jesus-Walk-With-Me/release/2097518. Läst 12 april 2012.
2. ↑  Listplacering